# 格拉斯萬德山
47°39′10″N 11°26′11″E / 47.65288°N 11.43649°E

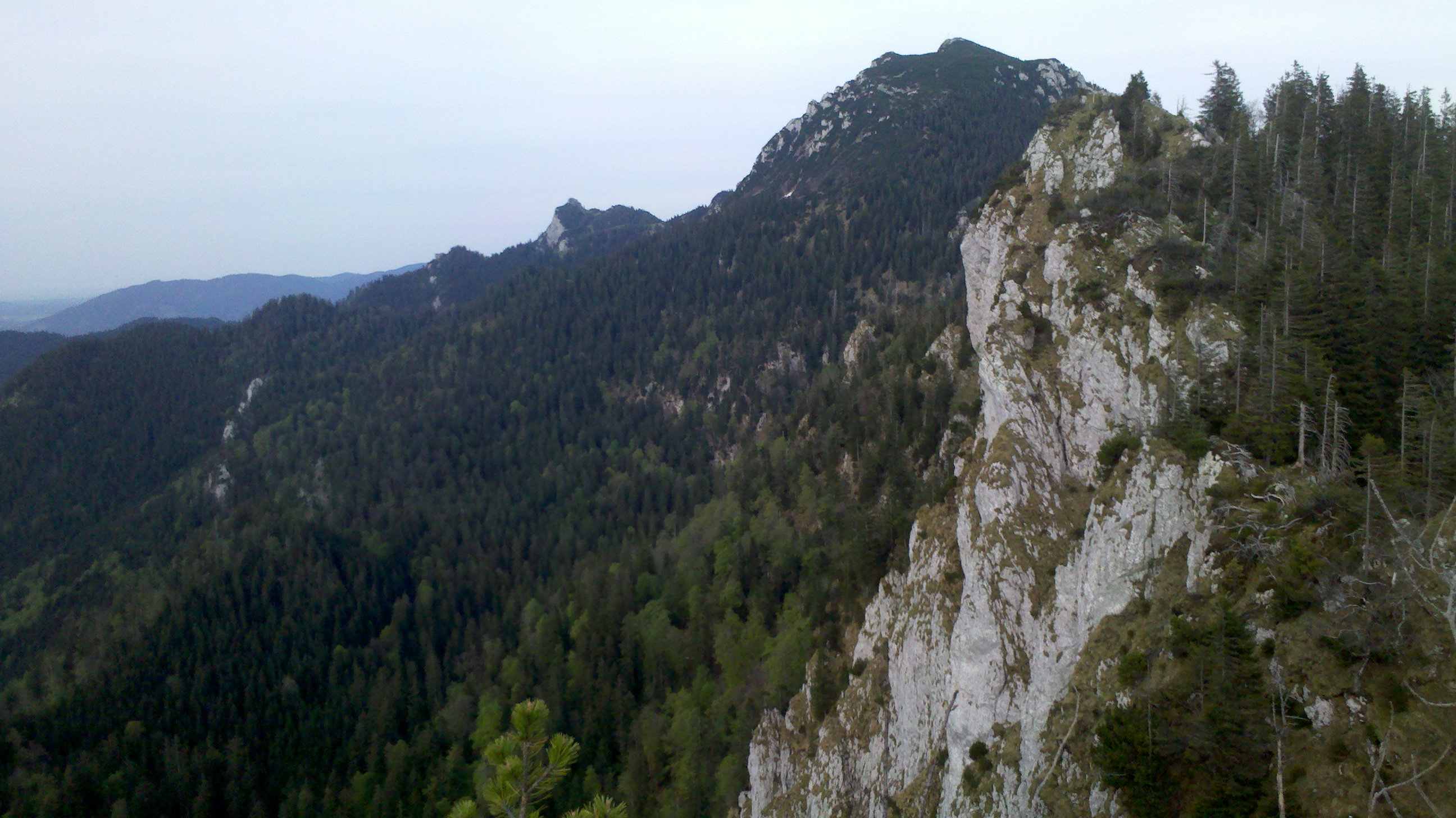

格拉斯萬德山（德語：Glaswand），是德國的山峰，位於該國東南部，由巴伐利亞負責管轄，屬於巴伐利亞前阿爾卑斯山脈的一部分，距離貝內迪克滕萬德山1.1公里，海拔高度1,496米。